# Banisteriopsis irwinii
Banisteriopsis irwinii är en tvåhjärtbladig växtart som beskrevs av B. Gates. Banisteriopsis irwinii ingår i släktet Banisteriopsis och familjen Malpighiaceae. Inga underarter finns listade i Catalogue of Life.